# São Domingos do Araguaia
São Domingos do Araguaia é um município brasileiro do estado do Pará. Localiza-se a uma latitude 05º32'16" sul e a uma longitude 48º44'00" oeste, estando a uma altitude de 130 metros. Sua população estimada em 2020 é de 25.753 habitantes.
Possui uma área de 1398,559 km².